# Santa Ninfa
Santa Ninfa es un municipio italiano situado en consorcio libre de municipios de Trapani, en Sicilia. Tiene una población estimada, a fines de febrero de 2025, de 4696 habitantes.

## Evolución demográfica
| Gráfica de evolución demográfica de Santa Ninfa entre 1861 y 2025 |
|                                                                   |
| Fuente: ISTAT - Elaboración gráfica de Wikipedia                  |